# Pterolophia mediofuscipennis
Pterolophia mediofuscipennis là một loài bọ cánh cứng trong họ Cerambycidae.